# Säter (stad)
Säter is de hoofdstad van de gemeente Säter in het landschap Dalarna en de provincie Dalarnas län in Zweden. De stad heeft 4438 inwoners (2005) en een oppervlakte van 378 hectare.
Oorspronkelijk lag er een koninklijk landgoed op de plaats waar tegenwoordig Säter ligt. De plaats zelf werd gesticht in rond het jaar 1630.
De plaats heeft sinds 1642 stadsrechten. In het stadscentrum van Säter zijn nog veel houten gebouwen te vinden, wat bijzonder te noemen is aangezien de meeste houten binnensteden in Zweden bij branden verloren zijn gegaan.

## Verkeer en vervoer
Bij de plaats loopt de Riksväg 70.
De plaats heeft een station aan de spoorlijn Uppsala - Morastrand.

## Geboren
- Carl Erik Mannerheim (1759–1837), Fins militair en politicus
- Arbër Zeneli (1995), Zweeds-Kosovaars Voetballer